# Tętnice międzyzrazikowe wątroby
Tętnice międzyzrazikowe (arteriae interlobulares) – drobne naczynia krwionośne zaopatrujące w krew tętniczą zraziki wątroby.
Wątroba człowieka zaopatrywana jest w krew z dwóch różnych źródeł: z tętnicy wątrobowej właściwej oraz z żyły wrotnej. Każdy zrazik otrzymuje krew z obu tych naczyń. Tętnica wątrobowa właściwa, osiągając miąższ wątroby, wstępuje weń, by następnie podzielić się obficie na liczne niewielkie naczynia krwionośne nazywane tętnicami międzyzrazikowymi. Rozgałęziając się, przebiegają wzdłuż krawędzi zrazików, zaopatrując je w krew tętniczą w następujący sposób. Dzielą się one na naczynia włosowate, dostarczające świeżej krwi tkance łącznej (tkanka łączna okołozrazikowa) i przewodzikom żółciowym w niej obecnym. W końcu zaś naczynia włosowate wnikają do środka zrazika wątroby. Kapilary pochodzące od tętnic międzyzrazikowych łączą się tutaj w jedną sieć z naczyniami włosowatymi odchodzącymi z żył międzyzrazikowych, będących odgałęzieniami układu wrotnego.